# Xã McHue, Quận Independence, Arkansas
Xã McHue (tiếng Anh: McHue Township) là một xã thuộc quận Independence, tiểu bang Arkansas, Hoa Kỳ. Năm 2010, dân số của xã này là 3.683 người.